# Ceratosanthes tomentosa
Ceratosanthes tomentosa är en gurkväxtart som beskrevs av Célestin Alfred Cogniaux. Ceratosanthes tomentosa ingår i släktet Ceratosanthes och familjen gurkväxter. Inga underarter finns listade i Catalogue of Life.